# Bianca Nappi
Biancarosa Nappi, nota come Bianca Nappi (Trani, 12 gennaio 1980), è un'attrice italiana.

## Biografia
Di origine napoletana, cresce a Trani. Fin da giovanissima collabora con compagnie teatrali locali. Nel 2000 si trasferisce a Roma per studiare con Beatrice Bracco. Esordisce nel 2001 in televisione con la miniserie In Love and War, con la regia di John Kent Harrison. Nel 2003 partecipa alla terza stagione della serie TV Distretto di Polizia, con la regia di Monica Vullo. Nel 2005 recita nella miniserie TV Giovanni Paolo II, per la regia di John Kent Harrison, mentre nel 2006 è nella seconda stagione di R.I.S. - Delitti imperfetti, con la regia di Alexis Sweet. Nel 2009 recita nel film per la televisione, Al di là del lago, con la regia di Stefano Reali. 
Nel 2008 esordisce al cinema nel film Un giorno perfetto, con la regia di Ferzan Özpetek. Nel 2010 fa parte del cast di Mine vaganti, sempre di Özpetek che la richiama poi anche per Magnifica presenza del 2012. Nel 2017 è tra le protagoniste della serie Sirene, nel ruolo di Elvira moglie di Carmine, interpretato da Massimiliano Gallo, già suo marito nel film Mine vaganti. Nel 2020 è co-protagonista nella serie TV Vivi e lascia vivere, regia di Pappi Corsicato. Nel 2021 e nel 2022 ricopre il ruolo del pm Marietta nella popolare serie Le indagini di Lolita Lobosco. Nel 2022 interpreta Rossana, una dei protagonisti della serie Tutto chiede salvezza, per la regia di  Francesco Bruni, tratta dall’omonimo romanzo di Daniele Mencarelli. 
Nel 2017 per la prima volta è protagonista al cinema, nel ruolo di Anna, con La mia famiglia a soqquadro, per la regia di Max Nardari. 

## Filmografia

### Cinema
- La repubblica di San Gennaro, regia di Massimo Costa (2002)
- Solino, regia di Fatih Akın (2002)
- Un giorno perfetto, regia di Ferzan Özpetek (2008)
- Mine vaganti, regia di Ferzan Özpetek (2010)
- Magnifica presenza, regia di Ferzan Özpetek (2012)
- Controra, regia di Rossella De Venuto (2013)
- La santa, regia di Cosimo Alemà (2013)
- L'amore quello vero, regia di Fabio Massa (2013)
- Short Skin - I dolori del giovane Edo, regia di Duccio Chiarini (2014)
- La mia famiglia a soqquadro, regia di Max Nardari (2017)
- Taranta on the Road, regia di Salvatore Allocca (2017)
- House of Gucci, regia di Ridley Scott (2021)
- Giorni Felici, regia di Simone Petralia (2023)
- Gli addestratori, regia di Andrea Jublin (2024)

### Televisione
- Noi del rione Sanità regia di Luca Miniero Miniero (2025)
- In Love and War, regia di John Kent Harrison (2001)
- Distretto di Polizia – serie TV, episodio 3x08 (2002)
- Giovanni Paolo II, regia di John Kent Harrison (2005)
- R.I.S. - Delitti imperfetti – serie TV, episodio 2x11 (2006)
- Al di là del lago, regia di Stefano Reali – film TV (2009)
- Crimini– serie TV, episodio 2x01 (2009)
- Medicina generale 2 – serie TV (2009)
- Una musica silenziosa, regia di Antonio Lo Giudice (2010)
- Il clan dei camorristi, regia di Andrea Angelini – miniserie TV (2013)
- Questo è il mio paese, regia di Michele Soavi (2015)
- Gomorra - La serie – serie TV episodio 2x01 (2016)
- Sirene – serie TV (2017)
- Due soldati - Film TV (2017) regia di Marco Tullio Giordana
- I bastardi di Pizzofalcone – serie TV, episodio 2x04 (2018)
- Skam Italia – serie TV, episodi 1x05-1x11 (2018)
- Vivi e lascia vivere – serie TV (2020)
- Le indagini di Lolita Lobosco – serie TV (2021-in corso)
- Tutto chiede salvezza – serie TV (2022-2024)
- Per Elisa - Il caso Claps, regia di Marco Pontecorvo – miniserie TV, 4 episodi (2023)
- Il metodo Fenoglio - L'estate fredda – serie TV, 4 episodi (2023)
- La vita che volevi, regia di Ivan Cotroneo - serie TV, episodi 1x03-1x05-1x06 (2024)

### Cortometraggi
- L'amore quello vero, regia di Fabio Massa (2016)
- Amore disperato, regia di Paolo Sassanelli (2017)

## Teatro
- Clerks di Kevin Smith, regia di Andrea Bezzicheri (2000)
- Sacco e Vanzetti di Mauricio Kartun, regia di Beatrice Bracco (2001)
- Jacques di Eugène Ionesco, regia di Igor Grčko (2003)
- Tutti al macello di Boris Vian, regia di Maurizio Margutti (2004)
- Alice delle meraviglie, drammaturgia e regia di Emanuela Giordano  (2006)
- L'inserzione di Natalia Ginzburg, regia di Marcello Cotugno (2005)
- Altri amori di Alessandro Fea, regia di Marcello Cotugno (2008)
- My Background di Alessandro Fea, regia di Marcello Cotugno (2009)
- Orlando in Love, da Matteo Maria Boiardo, regia di Matteo Tarasco (2009)
- Le troiane di Euripide, regia di Matteo Tarasco (2009)
- Bene mio e core mio di Eduardo De Filippo, regia di Bruno Colella (2010)
- Le vere facce delle donne, testo e regia di Katia Vitale (2011-2012)
- Dal Vangelo secondo Giovanni, regia di Giuliano Vasilicò (2011)
- Un, deux trois... Pam Ham di Alfredo Angelici, regia Marcello Cotugno (2012)
- Re(L)azioni di Neil LaBute, regia di Marcello Cotugno (2013)
- Esposti a tutto di Tomaso Thellung, regia di Tomaso Thellung e Francesco Giuffrè (2013)
- Some Girl(s) di Neil LaBute, regia di Marcello Cotugno (2013)
- Sedici feriti di Eliam Kraiem, regia Fabiana Iacozzilli (2014)
- Tante facce nella memoria, regia di Francesca Comencini (2015)
- La sua grande occasione di Alan Bennett, regia di Alfonso Postiglione (2018)
- Care amiche di Anat Gov, regia di Nora Venturini (2021)

## Videografia
- Move with me, regia di Abel Ferrara (2004)

## Altro
- Ha insegnato al corso di recitazione cinematografica presso l'Accademia del Cinema Nartè di Napoli.